# Germund Cederhielm den yngre
Germund Cederhielm den yngre (Palm och Palmstedt före faderns adlande 1686), född 13 september 1661, död 26 augusti 1741 i Vinnerstads församling, Östergötlands län, var en svensk friherre till Säby och Cedersberg och ämbetsman. 

## Biografi
Germund Cederhielm föddes 1661. Han var son till landshövdingen Germund Cederhielm (friherreätten Cederhielm) i Skaraborgs län och Maria Christoffersdotter Stenqvist. Cederhielm började i Växjö skola 4 juni 1672 och blev student vid Uppsala universitet 22 juli 1675. Han blev sedan auskultant i Svea hovrätt och 17 december 1680 blev han justitieborgmästare i Lidköpings stad. Cederhielm blev 5 november 1681 häradshövding i Åkerbo, Bankekinds, Hanekinds, Memmings och Skärkinds häraders domsaga, kallade sig under denna tid Palmstedt.
Cederhielm blev vice landshövding i Östergötland 1689, lagman i Närkes lagsaga 1704, lagman i Östergötlands lagsaga 1711, landshövding i Södermanlands län 1716, president i Göta hovrätt 1723. Åren 1702–16 utförde Cederhielm ett viktigt arbete i lagkommissionen och tjänstgjorde 1706–16 som guvernör för hertig Karl Fredrik av Holstein-Gottorp. Under sin tid som landshövding i Södermanland utsattes han för hård kritik för att ha försummat provinsens försvar i samband med de ryska härjningarna 1719. Genom den holsteinsksinnade majoriteten i riksdagen 1723 blev han dock vid densamma befordrad till president i Göta hovrätt.
Cederhielm ledde 1725–1727 reorganisationsarbetet i västra Finland, blev en stor godsägare och lade grunden till en betydande boksamling.

### Egendom
Cederhielm var friherre till Säby i Vists socken och Cederberg i Vists socken, herre till Charlottenborgs slott i Vinnerstads socken och Sörby säteri i Örtomta socken. Han ägde även Säbylund i Kumla socken och Edshult i Edshults socken.

### Familj
Cederhielm gifte sig fösrsta gången 7 januari 1683 med Anna Margareta Nyman (1665–1716), dotter av rådmannen Jöns Larsson Nyman och Margareta Lindeman i Skänninge. De fick tillsammans barnen Elisabet Maria Cederhielm (1684–1689), lagmannen Erik Germund Cederhielm (1685–1743), Anna Margareta Cederhielm (1687–1729) som var gift med assessorn Johan Lillienadler och kammarherren Carl Rutger von Braunjohan, Anna Christina Cederhielm (född 1690), Elisabet Maria Cederhielm (1691–1723), Ebba Catharina Cederhielm (1692–1717) som var gift med kaptenen Otto Fredrik Stålhammar, kammarherren Carl Gustaf Cederhielm (1693–1740), hovjunkaren Marutiz Bleckert Cederhielm (1695–1728) och Christina Eleonora Cederhielm (1702–1736) som var gift med landshövdingen Nils Lilliecreutz.
Cederhielm gifte sig andra gången 13 januari 1719 i Nyköping med grevinnan Fredrika Henrietta Albertina Anna Maria Lewenhaupt (1691–1766), dotter av riksrådet Adam Ludwig Lewenhaupt och grevinnan Brita Dorotea Lewenhaupt.